# Coreso

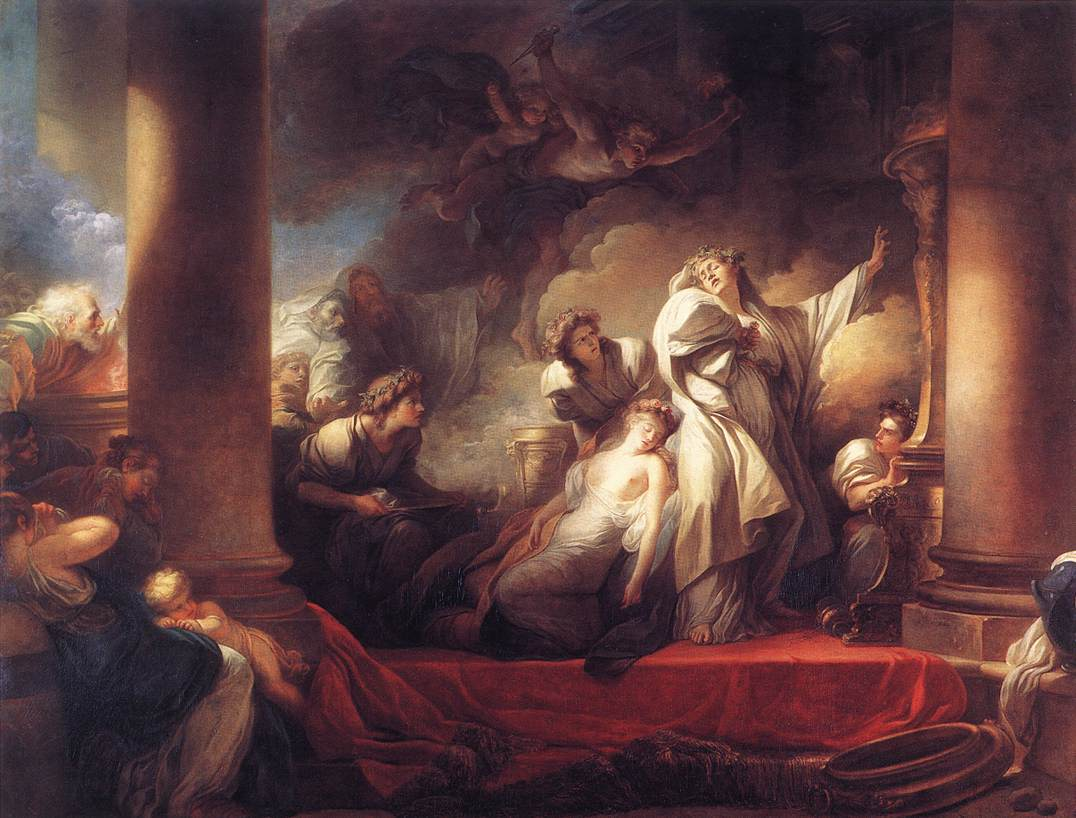
Coreso sacrificándose para salvar a Calírroe (1765) por Jean-Honoré Fragonard (1732–1806).

En la mitología griega, el nombre Coreso (Κόρησος) puede referirse a:
- Coreso, un autóctono que, junto con Éfeso (hijo de Caístro), se creía que había fundado el santuario de Artemisa en Éfeso. Las Amazonas estaban tan estrechamente asociadas con este santuario que, según comentario de Pausanias, Píndaro les atribuyó, y no a Coreso y Éfeso, el haberlo fundado. Se creía que Caístro, padre de Éfeso, era hijo de la amazona Pentesilea.[1][2]

- Coreso, un sacerdote de Dioniso en Calidón, que estaba enamorado de Calírroe. La muchacha no correspondía a sus sentimientos, así que Coreso, por desesperación, rogó a Dioniso. Este hizo enloquecer con una especie de embriaguez a la población de la ciudad, lo que fue letal para muchos. Consultaron al oráculo de Dodona cómo poner punto final a la calamidad; la respuesta fue que debían aplacar la cólera de Dioniso sacrificando a Calírroe o a quién consintiera morir en su lugar. Nadie, ni siquiera los padres adoptivos de la joven, pensaron hacer tal cosa, así que fue llevada al altar. Coreso debía realizar el rito pero, incapaz de matar a su amada, se suicidó clavándose el cuchillo ritual. Ante la vista de su cuerpo muerto, Calírroe se llenó de remordimientos y, poco después, se cortó la garganta en un manantial que más tarde recibió su nombre, la fuente de Calírroe.[3]